# Nephodia infirma
Nephodia infirma là một loài bướm đêm trong họ Geometridae.